# Małgorzata Ostrowska-Królikowska
Małgorzata Ostrowska-Królikowska (ur. 22 października 1964 w Opolu Lubelskim) – polska aktorka telewizyjna, teatralna i filmowa.

## Życiorys
Po ukończeniu w 1987 wrocławskiej filii Państwowej Wyższej Szkoły Teatralnej w Krakowie zagrała kilka ról epizodycznych w filmach (m.in. w Rozmowach kontrolowanych) i przede wszystkim w pojedynczych odcinkach popularnych seriali.
Największą popularność przyniosła jej rola Grażynki Lubicz, zatroskanej żony i matki w telenoweli Klan. Do 1998 występowała w Teatrze Polskim we Wrocławiu.
Wystąpiła w wyreżyserowanym przez syna Antoniego filmie krótkometrażowym Noc życia (2010), do którego muzykę skomponował ich drugi syn, Jan.
Wiosną 2024 uczestniczyła w 14. edycji programu Dancing with the Stars. Taniec z gwiazdami w telewizji Polsat.

## Życie prywatne
Córka Elżbiety (ur. 1941). Jest wdową po Pawle Królikowskim (zm. 27 lutego 2020). Ma piątkę dzieci: Antoniego (ur. 1989), Jana (ur. 1992), Julię (ur. 1999), Marcelinę (ur. 2002) i Ksawerego (ur. 2007) oraz troje wnucząt.

## Filmografia
- 1987: Zero życia jako pielęgniarka Krystyna, koleżanka Anki
- 1987: Rajski ptak jako Kryśka, przyjaciółka Anki
- 1991: Rozmowy kontrolowane jako Beata Molibdenowa
- 1991: In flagranti jako studentka doktora Nowaka
- 1993: Czterdziestolatek. 20 lat później jako Greta, sekretarka dyrektora „Unifarbu” (odc. 10)
- 1994: Miasto prywatne jako matka chłopca z pistoletem na odpuście
- 1995: Sukces jako Danka Stokowska, koleżanka Tekli, pracownica jej kancelarii
- 1995: Bébé coup de foudre jako kasjerka
- 1996: Wirus jako żona Michała, kochanka Stefana
- 1997: Polowanie jako kobieta w ZOO
- od 1997: Klan jako Grażyna Lubicz, żona Ryszarda
- 2004: Daleko od noszy jako redaktor Elwira Zduńczyk (odc. 29)
- 2008: Kryminalni jako Halina Makowiec, matka Kuby (odc. 92)
- 2015: Na dobre i na złe jako Sylwia Poreda (odc. 595 i 596)
- 2016: Kaprys losu jako Makowska, uczestniczka terapii par prowadzonej przez psycholog Zuzannę Zawadę
- 2018: Ucho Prezesa jako Danka, prezenterka Wiadomości (odc. 31)
- 2019: 39 i pół tygodnia jako dyrektorka szkoły (odc. 1)
- 2021: Stulecie Winnych jako Klimkiewiczowa
- 2021: Ojciec Mateusz jako Krystyna Oliwa (odc. 322)
- 2023: Kurierzy jako Basia, pracownica w sklepie[6]
- 2024: Korona królów. Jagiellonowie jako Katarzyna Mężykowa

## Programy rozrywkowe
- 2007: Jak oni śpiewają – uczestniczka pierwszej edycji; odpadła w 6. odcinku, zajmując 10. miejsce
- 2008: Co masz do stracenia? – prowadząca program
- 2024: Dancing with the Stars. Taniec z gwiazdami – uczestniczka czternastej edycji; odpadła w 3. odcinku, zajmując 11. miejsce[7]